# Сан-Жуан-ди-Мерити
Сан-Жуа́н-ди-Мери́ти (порт. São João de Meriti) — город на юге Бразилии, в штате Рио-де-Жанейро. Северо-западный пригород Рио-де-Жанейро. Составная часть мезорегиона Агломерация Рио-де-Жанейро. Входит в экономико-статистический микрорегион Рио-де-Жанейро. Население составляет 464 282 человека на 2007 год. Занимает площадь 34,838 км². Плотность населения — 13 236,8 чел./км².
Город находится в 23 км от Рио-де-Жанейро, на небольшой реке Сан-Жуан-ди-Мерити. Основан в 1647 году, в 1931 году получил статус города.
Основные отрасли экономики: растениеводство, животноводство, кожевенная, металлургическая, химическая промышленность.
Праздник города — 21 августа.

## Статистика
- Валовой внутренний продукт на 2005 год составляет 2 791 700 000 реалов (данные: Бразильский институт географии и статистики).
- Валовой внутренний продукт на душу населения на 2005 год составляет 6012,94 реалов (данные: Бразильский институт географии и статистики).
- Индекс развития человеческого потенциала на 2000 год составляет 0,774 (данные: Программа развития ООН).

## География
Климат местности: тропический.

## Известные уроженцы
- Марсио Соуза да Сильва — бразильский футболист.